# Mensa Select
Pour les articles homonymes, voir Mensa (homonymie).
 (décembre 2022).
Si vous disposez d'ouvrages ou d'articles de référence ou si vous connaissez des sites web de qualité traitant du thème abordé ici, merci de compléter l'article en donnant les références utiles à sa vérifiabilité et en les liant à la section « Notes et références ».
 (mai 2016).

Le label Mensa Select.

Le Mensa Select est un prix récompensant chaque année depuis 1990 les cinq meilleurs jeux de réflexion, décerné par les membres la section américaine de Mensa réunis pour le Mind Games, un événement au cours duquel ils essayent les jeux et notent leur originalité, leur esthétique, leur jouabilité et leur clarté.
Seuls les jeux de société peuvent participer, à l'exclusion des jeux de guerre et des jeux électroniques.

## Jeux récompensés par année
En 2011, ce sont 110 jeux au cours de 22 éditions qui se sont vus récompensés.
| Année | Lieu             | Jeu                                                      | Auteur(s)                                        | Éditeur                                  |
| ----- | ---------------- | -------------------------------------------------------- | ------------------------------------------------ | ---------------------------------------- |
| 1990  | New York         | Abalone                                                  | Michel Lalet Laurent Levi                        | Abalone Hasbro                           |
| 1990  | New York         | Scattergories                                            | —                                                | MB                                       |
| 1990  | New York         | Taboo                                                    | Brian Hersch                                     | MB                                       |
| 1990  | New York         | Tri-Bond                                                 | Tim Walsh                                        | Patch Products                           |
| 1990  | New York         | Trivial Pursuit Genius                                   | Chris Haney Scott Abbott                         | Hasbro                                   |
| 1991  | New York         | Clue - The great museum caper                            | —                                                | Hasbro                                   |
| 1991  | New York         | Labyrinthe Master                                        | Max J. Kobbert                                   | Ravensburger                             |
| 1991  | New York         | Lapis                                                    | —                                                | Pango                                    |
| 1991  | New York         | Pyramis                                                  | Murray J. Gould James R. Longage                 | Abalone                                  |
| 1991  | New York         | Set!                                                     | Marsha Falco                                     | Set Enterprises, Inc. Ravensburger       |
| 1992  | New York         | Kinesis                                                  | Adam M Byer                                      | Cherry Street Games                      |
| 1992  | New York         | Q4                                                       | Raul Perez                                       | Grupo Comercial Gudile, Abalone          |
| 1992  | New York         | Terrace                                                  | Anton Dresden Buzz Siler                         | Schmidt Spiele Siler/Siler Ventures      |
| 1992  | New York         | Traverse                                                 | —                                                | Educational Insights                     |
| 1992  | New York         | Why not?                                                 | —                                                | Our Game Co.                             |
| 1993  | New York         | Farook                                                   | —                                                | Amuse Inc.                               |
| 1993  | New York         | Inlings                                                  | —                                                | Mattel                                   |
| 1993  | New York         | Overturn                                                 | —                                                | Mattel Pressman                          |
| 1993  | New York         | Quadrature                                               | —                                                | Locus                                    |
| 1993  | New York         | Quarto                                                   | Blaise Muller                                    | Gigamic                                  |
| 1994  | New York         | Char                                                     | —                                                | Bechter Productions Inc.                 |
| 1994  | New York         | Chung Toi                                                | Reginald Chung                                   | House of Chung Enterprises               |
| 1994  | New York         | Downfall                                                 | —                                                | Western Publishing Inc.                  |
| 1994  | New York         | Magic : l'assemblée                                      | Richard Garfield                                 | Wizards of the Coast Hasbro              |
| 1994  | New York         | Pylos ou Pyraos                                          | David G. Royffe                                  | Gigamic                                  |
| 1995  | New York         | Continuo                                                 | Maureen Hiron                                    | Schmidt Spiele                           |
| 1995  | New York         | Duo                                                      | Maureen Hiron                                    | Ravensburger                             |
| 1995  | New York         | Quixo                                                    | Thierry Chapeau                                  | Gigamic                                  |
| 1995  | New York         | Le Grand Dalmuti The great Dalmuti                       | Richard Garfield                                 | Wizards of the Coast                     |
| 1995  | New York         | Wordspin Scramble                                        | —                                                | Geospace Products                        |
| 1996  | New York         | 6 qui prend !                                            | Wolfgang Kramer                                  | Amigo Gigamic                            |
| 1996  | New York         | Les Pirates Pirateers                                    | Scott Peterson                                   | Tactic                                   |
| 1996  | New York         | Rat a Tat Cat                                            | Monty Stambler Ann Stambler                      | Gamewright Inc.                          |
| 1996  | New York         | Qwadrangle                                               | Maureen Hiron                                    | Great American Trading Company           |
| 1996  | New York         | Touché                                                   | Wayne Bobette                                    | Jumbo Tactic                             |
| 1997  | Chicago          | Hattrick!                                                | Klaus Palesch                                    | Amigo                                    |
| 1997  | Chicago          | Rush Hour                                                | Nob Yoshigahara                                  | ThinkFun Binary Arts                     |
| 1997  | Chicago          | Quoridor                                                 | Mirko Marchesi                                   | Gigamic                                  |
| 1997  | Chicago          | Sagarian                                                 | —                                                | Sagarian                                 |
| 1997  | Chicago          | Stops                                                    | —                                                | Stops                                    |
| 1998  | Phoenix          | Avalam Bitaka Avalam                                     | Philippe Deweys                                  | Fils-Fils                                |
| 1998  | Phoenix          | Cube Checkers                                            | —                                                | DCP Limited                              |
| 1998  | Phoenix          | Kram                                                     | Melvyn Du Botting                                | Du Botting Originals                     |
| 1998  | Phoenix          | Spy Alley                                                | William Stephenson                               | Spy Alley Partners                       |
| 1998  | Phoenix          | Wadjet                                                   | Dee Pomerleau                                    | Timbuk II                                |
| 1999  | Seattle          | Concordances Apples to Apples                            | Matthew Kirby Mark Alan Osterhaus                | Tactic                                   |
| 1999  | Seattle          | Bollox                                                   | Rob Nelson                                       | Cadaco                                   |
| 1999  | Seattle          | Doubles Wild                                             | Andy Daniel                                      | Enginuity Games                          |
| 1999  | Seattle          | Fluxx                                                    | Andrew Looney                                    | Looney Labs                              |
| 1999  | Seattle          | Quiddler                                                 | Marsha Falco                                     | Set Enterprises                          |
| 2000  | Atlanta          | 3 Stones                                                 | Andy Daniel                                      | Enginuity Games                          |
| 2000  | Atlanta          | Finish Lines                                             | —                                                | Games For All Reasons                    |
| 2000  | Atlanta          | Imagine… iMAgiNiff…                                      | Andrew Lawson Jack Lawson                        | Tactic                                   |
| 2000  | Atlanta          | Time's Up!                                               | Peter Sarrett                                    | Repos Production Asmodée                 |
| 2000  | Atlanta          | ZÈRTZ                                                    | Kris Burm                                        | Don & Co Gigamic                         |
| 2001  | Medina           | Brainstrain                                              | DJ Calhoun                                       | Chuckle Games Company                    |
| 2001  | Medina           | Dao                                                      | Ben van Buskirk Jeff Pickering                   | PlayDao.com                              |
| 2001  | Medina           | Fits Shapes Up!                                          | Charles B. Phillips Ronald Wiecek                | Ravensburger                             |
| 2001  | Medina           | Metro                                                    | Dirk Henn                                        | Queen Games                              |
| 2001  | Medina           | Thepollgame                                              | —                                                | thepollgame LLC                          |
| 2002  | Minneapolis      | Curses!                                                  | Brian Tinsman                                    | Play All Day Games                       |
| 2002  | Minneapolis      | DVONN                                                    | Kris Burm                                        | Don & Co Gigamic                         |
| 2002  | Minneapolis      | Muggins!                                                 | —                                                | Muggins Math                             |
| 2002  | Minneapolis      | Smart Mouth                                              | Theo et Ora Coster                               | Binary Arts                              |
| 2002  | Minneapolis      | The Legend of Landlock                                   | Edith Schlichting                                | Gamewright                               |
| 2003  | Houston          | Blokus                                                   | Bernard Tavitian                                 | Sekkoïa Winning Moves                    |
| 2003  | Houston          | Cityscape                                                | Sjaak Griffioen                                  | Pin International                        |
| 2003  | Houston          | Fire & Ice                                               | Jens-Peter Schliemann                            | Pin International                        |
| 2003  | Houston          | Octiles                                                  | Dale Walton                                      | Pin International                        |
| 2003  | Houston          | TransAmerica                                             | Franz-Benno Delonge                              | Winning Moves                            |
| 2004  | Chicago          | Europa Tour 10 Days in Africa/USA                        | Alan R. Moon Aaron Weissblum                     | Schmidt Spiele Out of the Box Publishing |
| 2004  | Chicago          | Basari                                                   | Reinhard Staupe                                  | F.X. Schmid Out of the Box Publishing    |
| 2004  | Chicago          | Die Brücken von Shangrila The Bridges of Shangri-La      | Leo Colovini                                     | Kosmos                                   |
| 2004  | Chicago          | Rumis                                                    | Stefan Kögl                                      | Murmel                                   |
| 2004  | Chicago          | YINSH                                                    | Kris Burm                                        | Don & Co Gigamic                         |
| 2005  | Tampa            | DaVinci's Challenge                                      | —                                                | Briarpatch                               |
| 2005  | Tampa            | Génial                                                   | Reiner Knizia                                    | Kosmos Tilsit                            |
| 2005  | Tampa            | Korsar Loot ou Pirat                                     | Reiner Knizia                                    | Tilsit Gamewright Amigo                  |
| 2005  | Tampa            | Niagara                                                  | Thomas Liesching                                 | Zoch Gigamic                             |
| 2005  | Tampa            | Zendo                                                    | Kory Heath                                       | Icehouse Games                           |
| 2006  | Portland         | Deflexion                                                | Del Segura Luke Hooper Michael Larson            | Deflexion                                |
| 2006  | Portland         | Hive                                                     | John Yianni                                      | Gigamic                                  |
| 2006  | Portland         | Keesdrow                                                 | Donald Meyer                                     | Pywacket                                 |
| 2006  | Portland         | Pentago                                                  | Tomas Flodén                                     | Mindtwister                              |
| 2006  | Portland         | Wits & Wagers                                            | Dominic Crapuchettes                             | North Star Games                         |
| 2007  | Pittsburgh       | Gemlok                                                   | —                                                | —                                        |
| 2007  | Pittsburgh       | Gheos                                                    | —                                                | —                                        |
| 2007  | Pittsburgh       | Hit or Miss                                              | —                                                | —                                        |
| 2007  | Pittsburgh       | Qwirkle                                                  | Susan McKinley Ross                              | Mindware / Iello                         |
| 2007  | Pittsburgh       | Skullduggery                                             | —                                                | —                                        |
| 2008  | Phoenix          | AmuseAmaze                                               | —                                                | HL Games                                 |
| 2008  | Phoenix          | Eye Know                                                 | —                                                | Wiggles 3D                               |
| 2008  | Phoenix          | Jumbulaya                                                | —                                                | Platypus Games                           |
| 2008  | Phoenix          | Pixel                                                    | —                                                | Educational Insights                     |
| 2008  | Phoenix          | Tiki Topple                                              | —                                                | Gamewright                               |
| 2009  | Cincinnati       | Cornerstone                                              | —                                                | Good Company Games                       |
| 2009  | Cincinnati       | Dominion                                                 | —                                                | Rio Grande Games                         |
| 2009  | Cincinnati       | Marrakech                                                | —                                                | Gigamic                                  |
| 2009  | Cincinnati       | Stratum                                                  | —                                                | —                                        |
| 2009  | Cincinnati       | Tic-Tac-Ku                                               | —                                                | Mad Cave Bird Games                      |
| 2010  | San Diego        | Anomia                                                   | —                                                | Anomia Press                             |
| 2010  | San Diego        | Dizios                                                   | —                                                | MindWare                                 |
| 2010  | San Diego        | Forbidden Island L'Île interdite                         | Matt Leacock                                     | Gamewright Cocktail Games                |
| 2010  | San Diego        | Word on the Street                                       | —                                                | Out of the Box Publishing                |
| 2010  | San Diego        | Yikerz!                                                  | —                                                | Wiggles 3D Incorporated                  |
| 2011  | Albany           | InStructures                                             | —                                                | Jane's Games                             |
| 2011  | Albany           | Pastiche                                                 | —                                                | Gryphon Games                            |
| 2011  | Albany           | Pirate versus Pirate                                     | —                                                | Out of the Box Publishing                |
| 2011  | Albany           | Stomple                                                  | —                                                | GaZima Games                             |
| 2011  | Albany           | Uncle Chestnut's Table Gype                              | —                                                | Eternal Revolution                       |
| 2012  | Herndon          | Coerceo                                                  | —                                                | The Coerceo Company                      |
| 2012  | Herndon          | Iota                                                     | Gene Mockles                                     | Gamewright                               |
| 2012  | Herndon          | Mine Shift                                               | —                                                | MindWare                                 |
| 2012  | Herndon          | Snake Oil                                                | —                                                | OUT OF THE BOX                           |
| 2012  | Herndon          | Tetris Link                                              | —                                                | Asmodée                                  |
| 2013  | Saint-Louis      | Forbidden Desert                                         | Matt Leacock                                     | Gamewright Cocktail Games                |
| 2013  | Saint-Louis      | Ghooost !                                                | Richard Garfield                                 | Iello                                    |
| 2013  | Saint-Louis      | KerFlip!                                                 | Damon Tabb                                       | Creative Foundry Games                   |
| 2013  | Saint-Louis      | Kulami                                                   | Andreas Kuhnekath                                | Fox Mind Games Steffen-Spiele            |
| 2013  | Saint-Louis      | Suburbia (en)                                            | Ted Alspash                                      | Bezier Games                             |
| 2014  | Austin           | Euphoria: Build a Better Dystopia                        | Jamey Stegmaier Alan Stone                       | Stonemaier Games                         |
| 2014  | Austin           | Gravwell: Escape from the 9th Dimension                  | Corey Young                                      | Cryptozoic Entertainment                 |
| 2014  | Austin           | Pyramix                                                  | Tim Roediger                                     | Gamewright                               |
| 2014  | Austin           | Qwixx                                                    | Steffen Benndorf                                 | Gamewright                               |
| 2014  | Austin           | The Duke                                                 | Jeremy Holcomb Stephen McLaughlin                | Catalyst Game Labs                       |
| 2015  | San Diego        | Castles of Mad King Ludwig                               | Ted Alspach                                      | Bezier Games                             |
| 2015  | San Diego        | Dragonwood: A Game of Dice & Daring                      | Darren Kisgen                                    | Gamewright                               |
| 2015  | San Diego        | Lanterns: The Harvest Festival                           | Christopher Chung                                | Renegade Game Studios                    |
| 2015  | San Diego        | Letter Tycoon                                            | Brad Brooks                                      | Breaking Games                           |
| 2015  | San Diego        | Trekking the National Parks                              | Charlie Bink                                     | Bink Ink LLC                             |
| 2016  | Wheeling         | Circular Reasoning                                       | Tomer Braff Edward Stvenson                      | Breaking Games                           |
| 2016  | Wheeling         | Favor of the Pharaoh                                     | Thomas Lehmann                                   | Bezier Games                             |
| 2016  | Wheeling         | New York 1901                                            | Chénier La Salle                                 | Blue Orange Games                        |
| 2016  | Wheeling         | The Last Spike                                           | Tom Dalgliesh                                    | Columbia Games                           |
| 2016  | Wheeling         | Worlds Fair 1893                                         | J. Alex Kevern                                   | Renegade Game Studios                    |
| 2017  | Herndon          | Amalgam                                                  | Günter Burkhardt                                 | SimplyFun                                |
| 2017  | Herndon          | Around the World in 80 Days                              | David Parlett                                    | IELLO Games                              |
| 2017  | Herndon          | Clank!: A Deck Building Adventure                        | Paul Dennen                                      | Renegade Game Studios                    |
| 2017  | Herndon          | Harry Potter Hogwarts Battle                             | Forrest-Pruzan Creative Kami Mandell Andrew Wolf | USAOPOLY                                 |
| 2017  | Herndon          | Imagine                                                  | Shintaro Ono                                     | Gamewright                               |
| 2018  | Denver           | Azul                                                     | Michael Kiesling                                 | Plan B Games Next Move Games             |
| 2018  | Denver           | Constellations: The Game of Stargazing and the Night Sky | Dante Lauretta Ian Zang                          | Xtronaut Enterprises                     |
| 2018  | Denver           | Ex Libris                                                | Adam P. McIver                                   | Renegade Game Studios                    |
| 2018  | Denver           | Photosynthesis                                           | Hjalmar Hach                                     | Blue Orange Games                        |
| 2018  | Denver           | Raiders of the North Sea                                 | Shem Phillips                                    | Renegade Game Studios                    |
| 2019  | Wadsworth_(Ohio) | Architects of the West Kingdom                           | Shem Phillips S J Macdonald                      | Renegade Game Studios                    |
| 2019  | Wadsworth_(Ohio) | Gizmos                                                   | Phil Walker-Harding                              | CMON INC                                 |
| 2019  | Wadsworth_(Ohio) | Gunkimono                                                | Jeffrey D. Allers                                | Renegade Game Studios                    |
| 2019  | Wadsworth_(Ohio) | Planet                                                   | Urtis Šulinskas                                  | Blue Orange Games                        |
| 2019  | Wadsworth_(Ohio) | Victorian Masterminds                                    | Antoine Bauza Eric M. Lang                       | CMON INC                                 |